# بوز الطير (الرقة)
بوز الطير قرية سورية تتبع ناحية مركز تل ابيض في منطقة تل أبيض في محافظة الرقة. بلغ عدد سكانها 1124 نسمة في عام 2004 حسب إحصاء المكتب المركزي للإحصاء.